# Melipotis marmoraris
Melipotis marmoraris là một loài bướm đêm trong họ Erebidae.